# Liste der Kulturgüter in Vernier
Die Liste der Kulturgüter in Vernier enthält alle Objekte in der Gemeinde Vernier im Kanton Genf, die gemäss der Haager Konvention zum Schutz von Kulturgut bei bewaffneten Konflikten, dem Bundesgesetz vom 20. Juni 2014 über den Schutz der Kulturgüter bei bewaffneten Konflikten sowie der Verordnung vom 29. Oktober 2014 über den Schutz der Kulturgüter bei bewaffneten Konflikten unter Schutz stehen.
Objekte der Kategorie A sind im Gemeindegebiet nicht ausgewiesen, Objekte der Kategorie B sind vollständig in der Liste enthalten, Objekte der Kategorie C fehlen zurzeit (Stand: 1. Januar 2023).

## Kulturgüter
| Foto |                                           | Objekt                        | Kat. | Typ | Standort                         | Beschreibung                                                          |
| ---- | ----------------------------------------- | ----------------------------- | ---- | --- | -------------------------------- | --------------------------------------------------------------------- |
| ja   | Datei hochladen · Wikidata zu (Q29711741) | Maison Naville KGS-Nr.: 02640 | B    | G   | Rue du Village 9 495532 / 119092 |                                                                       |
| ja   | Datei hochladen                           | Pont Butin KGS-Nr.: 02641     | B    | G   | Avenue de l’Ain 497494 / 117700  | Objekt liegt hälftig auf dem Gemeindegebiet von Lancy (KGS-Nr. 17482) |